# FC Vilshofen
Der FC Vilshofen ist ein Fußballverein aus der niederbayerischen Stadt Vilshofen an der Donau.

## Geschichte
Der Verein wurde 1919 gegründet.
1978 und 1981 stieg er als Meister der Landesliga Bayern Mitte in die Bayernliga auf, in der er sich insgesamt sechs Saisonen hielt.
1979 qualifizierte er sich für den DFB-Pokal. In der 1. Hauptrunde unterlag man auf eigenem Platz dem Zweitligisten FV Würzburg 04 nach Verlängerung mit 2:3.
Nach der Relegation 1985 spielte der Verein zehn Jahre in der Landesliga.
Danach spielte der Klub in der Bezirksoberliga Niederbayern, bevor er 2001 in die Bezirksliga relegiert wurde.
Nach einer Saison in der Kreisliga stieg der Klub wieder auf und kam 2008 wieder in die Bezirksoberliga.

## Persönlichkeiten
- Fred Arbinger
- Klaus Augenthaler
- Michael Miedl
- Lutz Pfannenstiel
- Günther Stockinger
- Manfred Wasner